# 克勞福德縣 (喬治亞州)
克勞福德縣英語：）是美國喬治亞州中西部的一個縣。面積846平方公里。根據美國2000年人口普查，共有人口12,495人，2005年人口12,874人。縣治諾克斯維爾（Knoxville）。
成立於1822年12月19日，縣名紀念在詹姆斯·麥迪遜和安德魯·傑克遜時期分別擔任戰爭部長和財政部長的威廉·哈里斯·克勞福德。